# Vigerslevparken
Vigerslevparken er en park i Vigerslev i den vestligste del af Københavns Kommune. Parken strækker sig som et fire km langt, grønt bælte, der går fra Damhussøen i nord til Valbyparken i syd.
Parken gennemskæres af Høje Taastrup-banen, hvorfra den følger Harrestrup Å, som udgør kommunegrænsen til Hvidovre, men parkens nordligste følger grænsen til Rødovre. Holbækmotorvejen skærer også gennem parken. Siden 2020 har Folehavebroen, en kombineret cykel- og gangbro, ført over motorvejen.
Gennemskæringerne giver en noget usammenhængende park. Flere steder i parken er der fodboldbaner, og op til Damhus Sø er der på den gamle vandværksgrund et Vandværksted, hvor der undervises om drikkevand og undersøgelse af vands egenskaber og vandkvalitet.
Vigerslevparken er anlagt af Københavns Kommune i flere etaper fra 1929 til 1963. Navnet stammer fra den første kendte mand, som byggede en gård i området cirka år 400 e.Kr., som hed Vigar og lagde navn til landsbyen Vigarsløv.
Parken blev sammen med Damhus Sø, Damhusengen og Krogebjergparken fredet 4. november 2010
.